# Нижнешадрино
Нижнешадрино — деревня в составе Ярцевского сельсовета Енисейского района Красноярского края.

## Географическое положение
Деревня расположена на левом берегу Енисея в 43 км на юго-восток от центра сельсовета, села Ярцева, и в примерно 168 км на северо-северо-запад по прямой от районного центра города Енисейска.

## Климат
Климат резко континентальный с низкими зимними температурами, застоем холодного воздуха в долинах рек и котловинах. В зимнее время над поверхностью формируется устойчивый Сибирский антициклон, обусловливающий ясную и морозную погоду со слабыми ветрами. Континентальность климата обеспечивает быструю смену зимних холодов на весеннее тепло. Однако низменный рельеф способствует проникновению арктического антициклона. Его действие усиливается после разрушения сибирского антициклона с наступлением теплого периода. Поэтому до июня бывают заморозки. Средние многолетние значения минимальных температур воздуха в самые холодные месяцы — январь и февраль — составляет −25…-27°С, а абсолютный минимум достигает −53…-59°С. Средние из максимальных значений температуры для наиболее теплого месяца (июля) на всем протяжении долины колеблются в пределах 24 — 25°С, а абсолютные максимумы температур в летние месяцы достигают значений в 36 — 39°С. Зима продолжительная. Период со средней суточной температурой ниже −5° на всей протяженности составляет около 5 месяцев (с ноября по март). Ниже 0° — около полугода. Продолжительность безморозного периода в рассматриваемом районе составляет 103 дня, при этом первые заморозки наблюдаются уже в начале сентября. Последние заморозки на поверхности почвы могут наблюдаться в мае.

## Население
| 2010 | 2016 |
| ---- | ---- |
| 60   | ↘32  |

Постоянное население составляло 68 человек в 2002 году (94 % русские), 60 в 2010.